# Casbia rhodoptila
Casbia rhodoptila är en fjärilsart som beskrevs av Turner 1919. Casbia rhodoptila ingår i släktet Casbia och familjen mätare. Inga underarter finns listade i Catalogue of Life.